# تازه‌کند شریف‌آباد
تازه‌کند شریف‌آباد روستایی است که در استان اردبیل، شهرستان اردبیل، بخش مرکزی، دهستان کلخوران قرار دارد.
اهالی این روستا به واسطه داشتن نژاد روسی توسط ازدواج اهالی با سربازان روسیه در طی حملات در چندین قرن اخیر مشهور هستند.
اگر در اردیبهشت ماه تا مرداد ماه به این روستا بروید میتوانید منظره ای زیبا و یکدست سبز از مزارع را از زیر پایتان تا دور دست نظاره کنید 
برای رفتن به روستای تازه کند شریف آباد بعد از طی فاصله 8 کیلومتری از میدان وحدت اردبیل به سمت مغان در اتوبان اردبیل - مغان خروجی فرعی که تابلو به اسم روستا دارد را بایستی به طول یک و نیم کیلومتر بپمایید تا به روستا برسید 

## جمعیّت
بر اساس سرشماری سال ۱۳۸۵ جمعیّت این روستا ۷۳۵ نفر با ۱۴۵ خانوار بوده‌است.